# Franjo Prce
Franjo Prce (ur. 7 stycznia 1996 w Čapljinie, Bośnia i Hercegowina) – chorwacki piłkarz grający na pozycji obrońcy.

## Kariera klubowa
Wychowanek klubów Omladinac Vranjic, Hajduk Split, a potem Lazio. W 2015 rozpoczął karierę piłkarską w drużynie Lazio Primavera. 13 stycznia 2016 został wypożyczony do US Salernitana 1919, a 12 stycznia 2017 do Brescia Calcio. 31 stycznia 2018 został piłkarzem NK Istra 1961, w której grał na zasadach wypożyczenia. 17 lipca 2018 podpisał trzyletni kontrakt z cypryjską Omonią Nikozja. 25 czerwca 2019 roku zasilił skład Karpat Lwów.

## Kariera reprezentacyjna
Występował w juniorskich reprezentacjach Chorwacji U-17 i U-19. W 2017 zadebiutował w młodzieżowej reprezentacji Chorwacji.